# The Lords of the New Church
The Lords of the New Church fue un supergrupo británico/estadounidense de post-punk, formado por cuatro músicos de conocidas bandas de punk de los años 70. La banda se volvió a juntar en 2003 con dos de los miembros originales.

## Historia
Formada en 1982, la banda estuvo compuesta por Stiv Bators (Dead Boys) y Brian James (The Damned), con Dave Tregunna (Sham 69) y Nicky Turner (The Barracudas).
Su música fue más oscura y melódica que el punk tradicional, mejor producida y tocada con mayor profesionalidad. Grabaron tres álbumes de estudio y un disco en vivo, antes de que Bators disolviera el grupo en el escenario en el concierto del 2 de mayo de 1989 en el London Astoria.
Llamados con cariño "The Lords" por sus fanes, la imagen de la banda desdibujaba la línea entre batcave rockers y glam punks como Hanoi Rocks. El cantante de Hanói Rocks, Michael Monroe, llegó a colaborar en uno de los álbumes de The Lords tocando el saxofón. Todd Rundgren colaboró con ellos en la canción "Live for Today" del disco Is Nothing Sacred?, produciendo y tocando el sintetizador. 
A pesar de que una reunión con los miembros originales fuera imposible, debido a la muerte de Stiv Bators tras ser atropellado en 1990, Brian James y Dave Tregunna reagruparon la banda en 2003 con el cantante Adam Becvare (The LustKillers), grabando el álbum de diez canciones Hang On y estuvieron de gira por Europa en primavera.

## Miembros
- Stiv Bators - cantante
- Brian James - guitarra
- Dave Tregunna - bajo, coros
- Nicky Turner - batería, coros

## Discografía

### Álbumes de estudio
- The Lords of the New Church (1982)
- Is Nothing Sacred? (1983)
- The Method to Our Madness (1984)
- Psycho Sex (EP) (1987)
- Hang On (2003)

### Álbumes en vivo
- Live at the Spit (1988)
- Second Coming (1988)

### Álbumes recopilatorios
- Killer Lords (1985)
- The Anthology (2000)
- The Lord's Prayer I (2002)
- The Lord's Prayer II (2003)